# Вратаруша
Вратаруша је насељено мјесто у саставу града Сења у Личко-сењској жупанији, Република Хрватска.

## Географија
Налази се око 9 км сјеверно од Сења.

## Становништво
Насеље је на попису становништва из 2011. године имало 11 становника.

## Попис1991.
На попису становништва 1991. године, Вратаруша је имала 180 становника, сљедећег националног састава:
| Попис 1991.‍ | Попис 1991.‍ | Попис 1991.‍ | Попис 1991.‍ | Попис 1991.‍ |
| ----------- | ----------- | ----------- | ----------- | ----------- |
|             |             |             |             |             |
| Хрвати      | Хрвати      |             | 170         | 94,44%      |
| Југословени | Југословени |             | 1           | 0,56%       |
| остали      | остали      |             | 9           | 5,00%       |
| укупно: 180 |             |             |             |             |